# شیشه‌بازکن

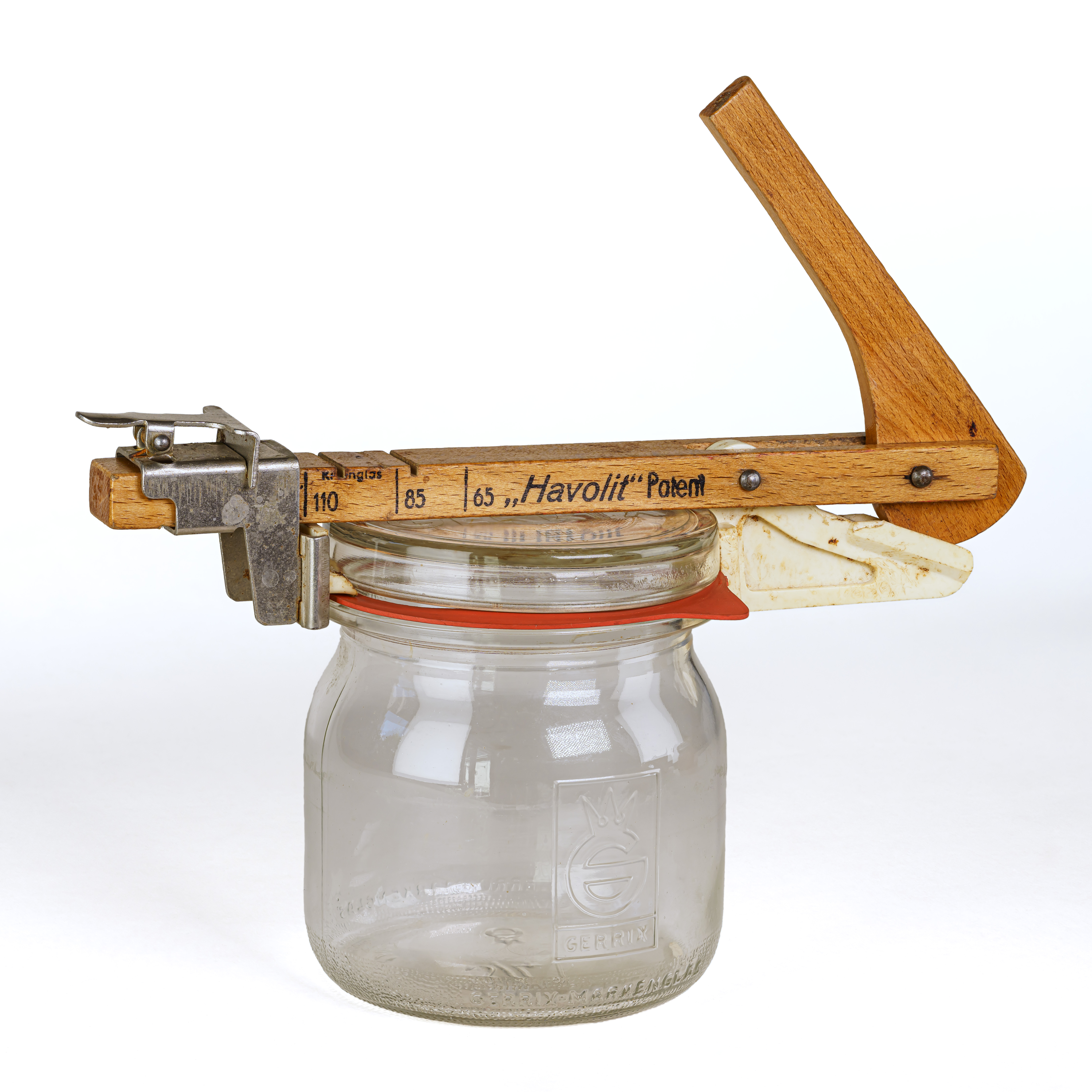
در بازکن برای نگهداری شیشه با درب بالابر

شیشه‌بازکن (انگلیسی: Jar opener) یک وسیله آشپزخانه است که برای باز کردن ظروف شیشه ای استفاده می‌شود. شیشه بازکن‌هایی که برای باز کردن درب مهر و موم شده توسط یک حلقه لاستیکی طراحی شده‌اند، از اواسط دهه ۱۹۳۰ در آلمان ثبت و تولید شدند.